# Sveriges integrationsminister
Integrationsminister i Sverige är det statsråd som ansvarar för frågor rörande integrationspolitik. Posten inrättades 1996 då den tidigvarande invandrarministern ersattes av dels en integrationsminister och dels en migrationsminister. I ansvarsområdet som integrationsminister kom bland annat att ingå frågor rörande nyanlända invandrares etablering i Sverige, svenskt medborgarskap och diskriminering på grund av etniskt tillhörighet eller religion. Den förste att inneha posten var Leif Blomberg. 
Posten sorterade ursprungligen under Inrikesdepartementet men flyttades 1998 till Kulturdepartementet och 2000 till Justitiedepartementet. 2007–2010 var integrations- och jämställdhetsministern Nyamko Sabuni departementschef på det samtidigt inrättade Integrations- och jämställdhetsdepartementet. Efter att detta departement avvecklats 2010 placerades integrationsministern på Arbetsmarknadsdepartementet. 
När regeringen Löfven I tillträdde 2014 avskaffades posten helt. Integrationsfrågorna handlades dock alltjämt på Arbetsmarknadsdepartementet under arbetsmarknadsminister Ylva Johansson. 2019 fick  jämställdhetsminister Åsa Lindhagen på Arbetsmarknadsdepartementet även benämningen "minister med ansvar för arbetet mot diskriminering och segregation" i regeringen Löfven II. Den 5 februari 2021 genomfördes en regeringsombildning där Märta Stenevi tog över politikområderna tillhörande det tidigare nämnda ämbetet och behöll samma titel. Hon fortsatte med samma arbetsuppgifter i Regeringen Löfven III.
Efter att Stefan Löfven avgått och en ny socialdemokratisk regering ledd av Magdalena Andersson tillträtt, Regeringen Andersson, återinrättades posten som integrationsminister. Frågorna placerades på Justitiedepartementet i en portfölj som också inkluderar idrottsfrågor och migrationsfrågor under statsrådet Anders Ygeman.
Efter riksdagsvalet 2022 och efterföljande regeringsskifte fick Johan Pehrson integrationsfrågor i sin ministerportfölj. Vid regeringsombildningen i september 2024 tog Mats Persson över som integrationsminister. I den egenskapen efterträddes han i juni 2025 av Simona Mohamsson. Frågorna överfördes samtidigt till Utbildningsdepartementet.

## Lista över integrationsministrar
| Nr |  | Integrationsminister         | Titel | Departement                                  | Tillträdde        | Avgick                      | Parti | Parti              | Regering                           |
| -- |  | ---------------------------- | --- | -------------------------------------------- | ----------------- | --------------------------- | ----- | ------------------ | ---------------------------------- |
| 1  |  | Leif Blomberg (1941–1998)    | Integrations-, idrotts-, ungdoms- och konsumentminister                                                                                          | Inrikesdepartementet                         | 22 mars 1996      | 2 mars 1998 †               |       | Socialdemokraterna | Persson S                          |
| 2  |  | Lars Engqvist (född 1945)    | Integrations-, idrotts-, ungdoms- och konsumentminister                                                                                          | Inrikesdepartementet                         | 1 april 1998      | 7 oktober 1998              |       | Socialdemokraterna | Persson S                          |
| 3  |  | Ulrica Messing (född 1968)   | Integrations- och ungdomsminister | Kulturdepartementet                          | 7 oktober 1998    | 21 oktober 2000             |       | Socialdemokraterna | Persson S                          |
| 4  |  | Mona Sahlin (född 1957)      | Integrationsminister (2000-2002) Integrations- och demokratiminister (2002-2003) Integrations-, demokrati- och jämställdhetsminister (2003-2004) | Justitiedepartementet                        | 21 oktober 2000   | 21 oktober 2004             |       | Socialdemokraterna | Persson S                          |
| 5  |  | Jens Orback (född 1959)      | Integrations- och jämställdhetsminister | Justitiedepartementet                        | 21 oktober 2004   | 6 oktober 2006              |       | Socialdemokraterna | Persson S                          |
| 6  |  | Nyamko Sabuni (född 1969)    | Integrations- och jämställdhetsminister | Integrations- och jämställdhetsdepartementet | 6 oktober 2006    | 5 oktober 2010              |       | Folkpartiet        | Reinfeldt M – C – FP – KD          |
| 7  |  | Erik Ullenhag (född 1972)    | Integrationsminister | Arbetsmarknadsdepartementet                  | 6 oktober 2010    | 3 oktober 2014              |       | Folkpartiet        | Reinfeldt M – FP – C – KD          |
| 8  |  | Ylva Johansson (född 1964)   | Arbetsmarknads- och etableringsminister | Arbetsmarknadsdepartementet                  | 25 maj 2016       | 21 januari 2019             |       | Socialdemokraterna | Löfven I S – MP                    |
| 9  |  | Åsa Lindhagen (född 1980)    | Jämställdhetsminister samt minister med ansvar för arbetet mot diskriminering och segregation                                                    | Arbetsmarknadsdepartementet                  | 21 januari 2019   | 5 februari 2021             |       | Miljöpartiet       | Löfven II S – MP                   |
| 10 |  | Märta Stenevi (född 1976)    | Jämställdhets- och bostadsminister samt minister med ansvar för arbetet mot diskriminering och segregation                                       | Arbetsmarknadsdepartementet                  | 5 februari 2021   | 30 november 2021            |       | Miljöpartiet       | Löfven II S – MP Löfven III S – MP |
| 11 |  | Anders Ygeman (född 1970)    | Integrations- och migrationsminister | Justitiedepartementet                        | 30 november 2021  | 18 oktober 2022             |       | Socialdemokraterna | Andersson S                        |
| 12 |  | Johan Pehrson (född 1968)    | Arbetsmarknads- och integrationsminister | Arbetsmarknadsdepartementet                  | 18 oktober 2022   | 10 september 2024           |       | Liberalerna        | Kristersson M – KD – L             |
| 13 |  | Mats Persson (född 1980)     | Arbetsmarknads- och integrationsminister | Arbetsmarknadsdepartementet                  | 10 september 2024 | 28 juni 2025                |       | Liberalerna        | Kristersson M – KD – L             |
| 14 |  | Simona Mohamsson (född 1994) | Utbildnings- och integrationsminister | Utbildningsdepartementet                     | 28 juni 2025      | innehar fortfarande ämbetet |       | Liberalerna        | Kristersson M – KD – L             |